# Villa Dolores (ort i Argentina, Catamarca)
Villa Dolores är en ort i Argentina.   Den ligger i provinsen Catamarca, i den norra delen av landet, 1 000 km nordväst om huvudstaden Buenos Aires. Villa Dolores ligger 525 meter över havet och antalet invånare är 25 674.
Terrängen runt Villa Dolores är kuperad åt nordost, men åt sydväst är den platt. Runt Villa Dolores är det ganska glesbefolkat, med 45 invånare per kvadratkilometer.. Närmaste större samhälle är San Fernando del Valle de Catamarca, 7,1 km väster om Villa Dolores.
Omgivningarna runt Villa Dolores är i huvudsak ett öppet busklandskap.